# Zubni kamenac
Zubni kamenac nastaje nakupljanjem anorganskih tvari (minerala) u plaku. Mineralizacija plaka nastaje uglavnom u predjelima gdje se nalaze izlazi velikih žlijezda slinovnica: parotidna žlijezda bukalno u predjelu molara, sublingualna žlijezda – lingualno u predjelu inciziva. Mineralizacija nastaje jer je slina preplavljena s kalcijom. Zubni kamenac je građen u obliku lamela, što dokazuje da nastaje kroz duže razdoblje.
Sam kamenac nije kariogen niti je uzrok parodontitisu, ali bakterije i plak koji se na kamencu nakupljaju i u njemu nalaze, su faktori nastanka navedenih bolesti.

## Podjela
- Subgingivalni kamenac
- Supragingivalni kamenac

## Terapija
Ručni instrumenti: 
- Srp/scaler – samo supragingiualno
- Kireta – samo subgingiualno
- Univerzalna kireta – subgingiualno i supragingiualno
- Gracey kirete – istrumenti za samo jednu zubnu površinu

Zvučni i ultrazvučni instrumenti:
- Feromagnetski – kovina ili nikal u magnetskom polju
- Piezoelektrični – kristali u električnom polju[2]

- Scaler
- Naprava za ultrazvuk

## Vanjske poveznice
- http://www.dentomania.de/ZuZF/Zahnst/Zahnst.htm  Arhivirana inačica izvorne stranice od 10. listopada 2007. (Wayback Machine)